# 1907 az irodalomban
Az 1907. év az irodalomban.

## Megjelent új művek

### Próza
- Guillaume Apollinaire: Les onze mille verges (Tizenegyezer vessző)
- Joseph Conrad: The Secret Agent (A titkosügynök)
- E. M. Forster művészregénye: The Longest Journey (A leghosszabb utazás)
- Maurice Leblanc francia krimiszerző novelláskötete: Arsène Lupin, gentleman-cambrioleur. Ennek első novellájában jelent meg először (1905-ben) Arsène Lupin alakja
- Gaston Leroux: Le Mystère de la chambre jaune (A sárga szoba titka); a francia bűnügyi regény klasszikusának számító munka, folytatásokban; 1908. januárban könyv alakban is megjelent
- Jack London önéletrajzi műve: The Road (Országúton)
- Octave Mirbeau regénye: La 628-E8 (A 628-E8-as)
- Orczy Emma: The Tangled Skein (Összekuszált fonat)
- P. G. Wodehouse: Not George Washington, önéletrajzi regény

### Költészet
- Stefan George kötete: Der siebente Ring (A hetedik gyűrű)
- Rainer Maria Rilke: Neue Gedichte (Új versek), 1907–1908

### Dráma
- Leonyid Andrejev: Жизнь чловека (Az ember élete)
- Jacinto Benavente vígjátéka: Los intereses creados (Az érdekek vására), bemutató Madridban
- Georges Feydeau komédiája: Bolha a fülbe (La Puce à l'oreille), bemutató
- Thomas Mann: Fiorenza; az 1906-ban nyomtatásban megjelent dráma bemutatója Frankfurtban
- William Somerset Maugham vígjátéka: Lady Frederick, nagy sikerű bemutató Londonban
- John Millington Synge ír drámaíró legismertebb vígjátéka: A nyugati világ bajnoka (The Playboy of the Western World), bemutató 1907. januárban a dublini ír nemzeti színházban (Abbey Theatre)

### Magyar irodalom
- Ady Endre verseskötete: Vér és arany. Benne pl.: Lédával a bálban, A magyar Messiások, Az ős Kaján
- Mikszáth Kálmán munkája, a Jókai Mór élete és kora
- Molnár Ferenc ifjúsági regénye: A Pál utcai fiúk
- Molnár Ferenc nagy sikerű darabja, Az ördög bemutatója (a következő évben megjelenik nyomtatásban)

## Születések
- január 15. – Kolozsvári Grandpierre Emil  magyar író, műfordító és kritikus († 1992)
- február 21. – W. H. Auden angol–amerikai költő, drámaíró, kritikus († 1973)
- március 13. – Mircea Eliade román vallástörténész, filozófus és író († 1986)
- május 17. – Dsida Jenő erdélyi magyar költő († 1938)
- június 18. – Varlam Tyihonovics Salamov komi származású orosz író († 1982)
- június 25. – Arszenyij Alekszandrovics Tarkovszkij orosz költő, műfordító († 1989)
- július 7. – Robert A. Heinlein amerikai sci-fi-író († 1988)
- augusztus 5. – Eugène Guillevic francia költő († 1997)
- szeptember 15. – Miško Kranjec szlovén író († 1983)
- november 14. – Astrid Lindgren svéd író, gyermekkönyveivel vált világhírűvé († 2002)
- november 28. – Alberto Moravia olasz regényíró († 1990)

## Halálozások
- február 26.– Giosuè Carducci olasz költő, klasszika-filológus, az olasz irodalom első Nobel-díjas alkotója (* 1835)
- május 12. – Joris-Karl Huysmans francia regényíró (* 1848)
- július 17. – Hector Malot francia regényíró (* 1830)
- augusztus 24. – Bodnár Zsigmond irodalomtörténész (* 1839)
- augusztus 25. – Bogdan Petriceicu Hasdeu moldáviai román író (* 1838)
- augusztus 30. – Ilia Csavcsavadze grúz költő, író, a nemzeti nyelv és kultúra védelmezője  (* 1837)
- szeptember 6. – Sully Prudhomme francia költő, az első irodalmi Nobel-díjas  (* 1839)
- szeptember 8. – Iosif Vulcan román író, drámaíró, lapszerkesztő (* 1841)
- november 1. – Alfred Jarry francia író, drámaíró, az abszurd dráma „atyja” (* 1873)
- november 28. – Stanisław Wyspiański lengyel költő, drámaíró, grafikus és festő, a szimbolizmus és a szecesszió kiemelkedő alkotója (* 1869)